# Organisation matricielle
 (décembre 2011).
Si vous disposez d'ouvrages ou d'articles de référence ou si vous connaissez des sites web de qualité traitant du thème abordé ici, merci de compléter l'article en donnant les références utiles à sa vérifiabilité et en les liant à la section « Notes et références ».

Une entreprise fonctionnant avec l’organisation matricielle

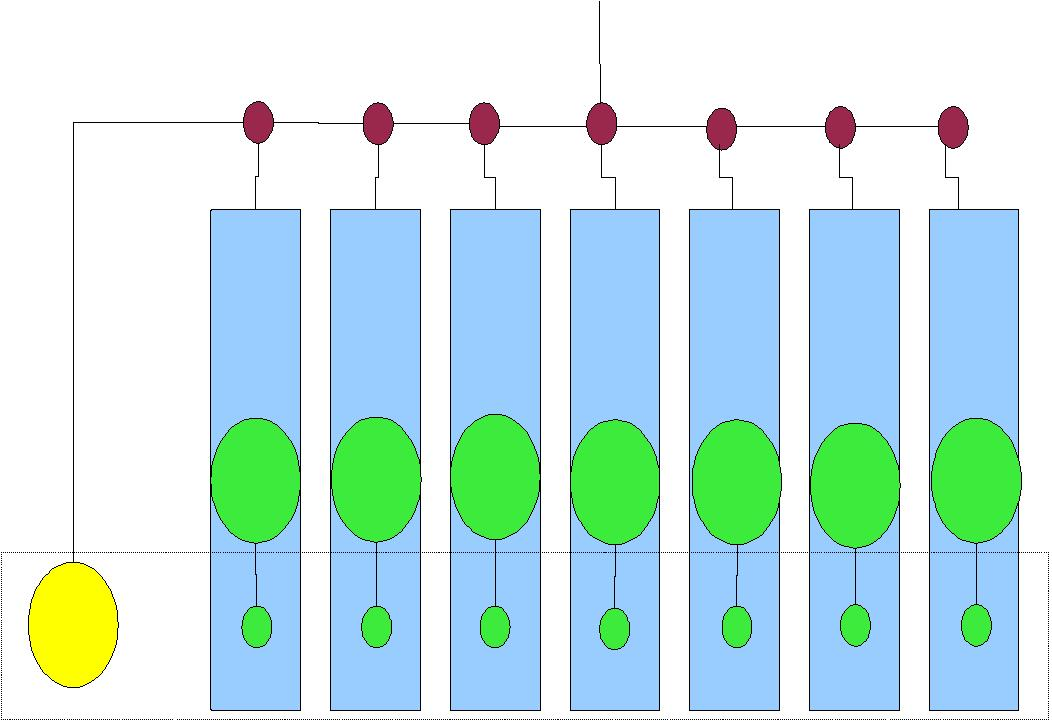
L’organisation matricielle au sein d’une section d’une entreprise (par exemple un bureau d’étude).

L’organisation matricielle est un type d’organisation dans lequel les personnes ou les sous-sections ayant des compétences similaires sont regroupées pour la répartition des tâches. Cette organisation fait partie d’un ensemble de pratiques mises en place pour aider à la gestion de projets tels que les programmes aéronautiques américains dans les années 1950 puis a connu un engouement dans les années 1970. Elle s’oppose à une organisation traditionnelle provenant du taylorisme ou du fayolisme (« unité de commandement ») et à la division verticale du travail.

## Principe
En gestion de projet, la structure organisationnelle matricielle est un entre-deux, c'est-à-dire qu'elle se situe entre une structure organisationnelle fonctionnelle « pure » ou « classique » et une structure organisationnelle par projets « pure ». On parlera alors d'une structure organisationnelle matricielle :
- faible (faiblement par projets et davantage fonctionnelle);
- équilibrée (sensiblement égale par projets que fonctionnelle) ou
- forte (fortement par projets et faiblement fonctionnelle)[4].

Celles-ci sont citées dans le Project Management Body of Knowledge.
Ce type d’organisation peut se faire à plusieurs échelles :
- au niveau d’une entreprise, les sous-sections peuvent être coordonnées dans le but de la réalisation d’un programme (exemple : associer R&D, commerciaux, qualité, etc. sur un produit donné).

- au niveau d’une sous section, les collaborateurs sont regroupés dans des pôles métier (avec leur responsable hiérarchique) mais leurs travaux sont coordonnés pour la réalisation d’un projet précis faisant intervenir plusieurs métiers.

## Avantages
Les avantages par rapport aux autres organisations sont les suivants :
- en spécialisant les employés, ils sont généralement plus motivés[5],
- échange de connaissances et d'expérience favorisé[3],
- facilité de revenir aux méthodes antérieures grâce à la grande flexibilité de la structure[3].

## Inconvénients
Cette organisation a également ses inconvénients :
- risques de conflits liés à la complexité des tâches[5],
- au vu de la longueur du circuit de décision, les prises de décision peuvent être longues[3],
- la spécialisation et le nombre de salariés rendent difficile leur remplacement et augmentent le coût[5].

Ayant des activités décentralisées, la plupart des grandes entreprises auront des difficultés à mettre en place cette structure.